# Ephoria insularis
Ephoria insularis är en fjärilsart som beskrevs av Kardakoff 1928. Ephoria insularis ingår i släktet Ephoria och familjen mätare. Inga underarter finns listade i Catalogue of Life.